# Il canzoniere delle feste
Il canzoniere delle feste è stato un varietà televisivo della domenica e del lunedì sera di Rai 2 condotto da  Loretta Goggi andato in onda in tre puntate da domenica 21 dicembre 1992 a lunedì 4 gennaio 1993 alle 20:40.

## Il programma
Con Il canzoniere delle feste la Goggi torna in Rai dopo l'esperienza dell'anno precedente su Telemontecarlo con Festa di compleanno, conducendo dal palaghiaccio di Marino, una trasmissione in tre speciali dedicata alle imminenti festività natalizie.
Ogni puntata è dedicata ai tre avvenimenti festivi: per Natale la trasmissione è dedicata a tutta la famiglia, per Capodanno ai giovani e per la Befana ai bambini.
Ogni ospite del programma porta al palaghiaccio un regalo misterioso. Attraverso un gioco mimato, i vip devono far indovinare al pubblico in sala ed a casa cosa contiene il pacco-regalo. La conduttrice si produce nelle sue famose imitazioni, e viene accompagnata da una grande orchestra diretta da Federico Capranica, nell'interpretazione di meadley di canzoni natalizie. Del cast fisso della trasmissione fanno parte Carmen Russo che si esibisce in spettacolari balletti su ghiaccio, con le coreografie di Enzo Paolo Turchi, il duo comico di Malandrino e Veronica ed il comico Salvatore Marino.
La prima puntata del programma, ideato da Adriano Aragozzini e Marcello Mancini, è andata in onda di domenica, mentre le due successive di lunedì. L'avvio è stato anticipato di un giorno per non sovrapporre la trasmissione con un appuntamento forte quale l'ultima puntata della sesta stagione de La piovra, slittata a lunedì su Rai 1. La Goggi, come di consueto si produce nei numeri musicali e nelle sue storiche imitazioni, tra cui spicca quella dell'allora presidente del consiglio Giuliano Amato che suscitò non poche polemiche.

## Cast tecnico
- Regia: Gianni Brezza
- Testi: Ernesto Assante e Paolo Biamonte
- Scene: Gaetano Castelli